# Raciążek (gemeente)
De gemeente Raciążek is een landgemeente in het Poolse woiwodschap Koejavië-Pommeren, in powiat Aleksandrowski.Sołectwa: Raciążek, Niestuszewo, Podzamcze, Podole, Siarzewo, Turzno, Turzynek, Dąbrówka.
De zetel van de gemeente is in Raciążek.
Op 30 juni 2004 telde de gemeente 3064 inwoners.

## Oppervlakte gegevens
In 2002 bedroeg de totale oppervlakte van gemeente Raciążek 32,89 km², waarvan:
- agrarisch gebied: 84%
- bossen: 4%

De gemeente beslaat 6,92% van de totale oppervlakte van de powiat.

## Demografie
Stand op 30 juni 2004:
| Omschrijving                   | Totaal | Totaal | Vrouwen | Vrouwen | Mannen | Mannen |
| ------------------------------ | ------ | ------ | ------- | ------- | ------ | ------ |
| eenheid                        | aantal | %      | aantal  | %       | aantal | %      |
| inwoners                       | 3064   | 100    | 1518    | 49,5    | 1546   | 50,5   |
| bevolkingsdichtheid (inw./km²) | 93,2   | 93,2   | 46,2    | 46,2    | 47     | 47     |

In 2002 bedroeg het gemiddelde inkomen per inwoner 1270,36 zł.

## Sołectwo
Dąbrówka Duża, Niestuszewo, Podole, Podzamcze, Raciążek, Siarzewo, Turzno, Turzynek.

## Aangrenzende gemeenten
Aleksandrów Kujawski, Ciechocinek, Czernikowo, Koneck, Nieszawa, Waganiec
- Virtual International Authority File: 311217830